# Hemidactylus eniangii
Espèce
Hemidactylus eniangii est une espèce de geckos de la famille des Gekkonidae.

## Répartition
Cette espèce se rencontre dans le nord du Cameroun et au Nigeria.

## Étymologie
Cette espèce est nommée en l'honneur de Edem A. Eniang.

## Publication originale
- Wagner, Leaché & Fujita, 2014 : Description of four new West African forest geckos of the Hemidactylus fasciatus Gray, 1842 complex, revealed by coalescent species delimitation. Bonn zoological Bulletin, vol. 63, no 1, p. 1–14 (texte intégral).